# Empoli Football Club 1978-1979
Questa voce raccoglie le informazioni riguardanti l'Empoli Football Club nelle competizioni ufficiali della stagione 1978-1979.

## Rosa
| N. |                   | Ruolo | Calciatore          |
| -- | ----------------- | ----- | ------------------- |
|    | Italia (bandiera) | P     | Giuseppe Pellicanò  |
|    | Italia (bandiera) | P     | Alessandro Saccardi |
|    | Italia (bandiera) | D     | Walter Malerba      |
|    | Italia (bandiera) | D     | Giovanni Mariani    |
|    | Italia (bandiera) | D     | Adriano Martelli    |
|    | Italia (bandiera) | D     | Attilio Papis       |
|    | Italia (bandiera) | D     | Moreno Pellegrini   |
|    | Italia (bandiera) | D     | Andrea Salvadori    |
|    | Italia (bandiera) | C     | Maurizio Giornali   |
|    | Italia (bandiera) | C     | Mario Tintorini     |

| N. |                   | Ruolo | Calciatore         |
| -- | ----------------- | ----- | ------------------ |
|    | Italia (bandiera) | C     | Luciano Vescovi    |
|    | Italia (bandiera) | C     | Osvaldo Zobbio     |
|    | Italia (bandiera) | A     | Paolo Aschettino   |
|    | Italia (bandiera) | A     | Sergio Biliotti    |
|    | Italia (bandiera) | A     | Marco Ciulli       |
|    | Italia (bandiera) | A     | Emilio Ferranti    |
|    | Italia (bandiera) | A     | Luigi Frontera     |
|    | Italia (bandiera) | A     | Fabrizio Lucchi    |
|    | Italia (bandiera) | A     | Giuseppe Novellino |

## Risultati

### Campionato

#### Girone di andata
| Arbitro: | Stillacci (Torino) |

|                  |           |                 |
| Zobbio 7’ (rig.) | Marcatori | 38’ Gabriellini |

| Arbitro: | Simini (Torino) |

|                  |           |               |
| Perissinotto 49’ | Marcatori | 55’ Salvadori |

| Arbitro: | Facchin (Udine) |

|                         |           |                          |
| Zobbio 58’ Ferranti 63’ | Marcatori | 33’ Ziviani 44’ Quarella |

| Matera 22 ottobre 1978 4ª giornata | Matera      | 0 – 0 | Empoli | Stadio XXI Settembre\| Arbitro: \| Rufo (Roma) \| |
| Arbitro:                           | Rufo (Roma) |       |        |                                                   |

| Empoli 29 ottobre 1978 5ª giornata | Empoli            | 0 – 0 | Arezzo | Stadio Carlo Castellani\| Arbitro: \| Casella (Voghera) \| |
| Arbitro:                           | Casella (Voghera) |       |        |                                                            |

| Latina 5 novembre 1978 6ª giornata | Latina             | 0 – 0 | Empoli | Stadio Comunale\| Arbitro: \| Manfredini (Pavia) \| |
| Arbitro:                           | Manfredini (Pavia) |       |        |                                                     |

| Arbitro: | Giaffreda (Roma) |

|                       |           |                     |
| Petrangeli 31’ (aut.) | Marcatori | 80’ (rig.) Vitulano |

| Arbitro: | Lombardo (Marsala) |

|                     |           |  |
| Giornali 72’ (aut.) | Marcatori |  |

| Arbitro: | Falzier (Treviso) |

|                   |           |             |
| Zobbio 87’ (rig.) | Marcatori | 73’ Belloli |

| Arbitro: | Pairetto (Torino) |

|               |           |  |
| Cavallari 81’ | Marcatori |  |

| Empoli 10 dicembre 1978 11ª giornata | Empoli          | 0 – 0 | Chieti | Stadio Carlo Castellani\| Arbitro: \| Magni (Bergamo) \| |
| Arbitro:                             | Magni (Bergamo) |       |        |                                                          |

| Arbitro: | Angelelli (Terni) |

|             |           |                   |
| Capogna 71’ | Marcatori | 79’ (rig.) Lucchi |

| Arbitro: | Casella (Voghera) |

|                         |           |          |
| Vescovi 22’ (rig.), 65’ | Marcatori | 68’ Nemo |

| Arbitro: | Corigliano (Crotone) |

|           |           |  |
| Morra 89’ | Marcatori |  |

| Arbitro: | Mondoni (Milano) |

|                   |           |  |
| Zobbio 80’ (rig.) | Marcatori |  |

| Arbitro: | Colasanti (Roma) |

|               |           |                   |
| Pulitelli 32’ | Marcatori | 48’ (rig.) Zobbio |

| Arbitro: | Pezzella (Frattamaggiore) |

|  |           |            |
|  | Marcatori | 29’ Pianca |

#### Girone di ritorno
| Arbitro: | Savalli (Trapani) |

|                           |           |  |
| Valeri 45’ Ciccotelli 88’ | Marcatori |  |

| Arbitro: | Stillaci (Torino) |

|                        |           |                                 |
| Zobbio 86’, 90’ (rig.) | Marcatori | 36’ (aut.) Biliotti 65’ Lugheri |

| Arbitro: | Falzier (Treviso) |

|             |           |                |
| Barbana 85’ | Marcatori | 76’ Aschettino |

| Arbitro: | Parussini (Udine) |

|            |           |  |
| Zobbio 37’ | Marcatori |  |

| Arbitro: | Polacco (Conegliano) |

|           |           |  |
| Baldi 79’ | Marcatori |  |

| Arbitro: | Simini (Torino) |

|                                    |           |  |
| Ferranti 16’ Zobbio 56’ Lucchi 83’ | Marcatori |  |

| Livorno 25 marzo 1979 24ª giornata | Livorno           | 0 – 0 | Empoli | Stadio Comunale\| Arbitro: \| Angelelli (Terni) \| |
| Arbitro:                           | Angelelli (Terni) |       |        |                                                    |

| Arbitro: | Pairetto (Torino) |

|           |           |  |
| Zobbio 7’ | Marcatori |  |

| Arbitro: | Magni (Bergamo) |

|  |           |            |
|  | Marcatori | 27’ Zobbio |

| Arbitro: | Facchin (Udine) |

|                                           |           |  |
| Lucchi 40’ Malerba 55’ Cacitti 84’ (aut.) | Marcatori |  |

| Arbitro: | Parussini (Udine) |

|           |           |  |
| Rossi 61’ | Marcatori |  |

| Arbitro: | Lussana (Bergamo) |

|                               |           |  |
| Zobbio 12’ (rig.), 54’ (rig.) | Marcatori |  |

| Arbitro: | Falzier (Treviso) |

|              |           |  |
| Facoetti 90’ | Marcatori |  |

| Arbitro: | Simini (Torino) |

|               |           |                            |
| Novellino 80’ | Marcatori | 26’ Bertini 58’ Labellarte |

| Arbitro: | Angelelli (Terni) |

|             |           |              |
| Messina 60’ | Marcatori | 51’ Biliotti |

| Arbitro: | Manfredini (Pavia) |

|            |           |              |
| Zobbio 32’ | Marcatori | 41’ Simonato |

| Arbitro: | Baldini (Piacenza) |

|                                                     |           |                               |
| Pianca 6’ Bortot 16’ (rig.), 77’ (rig.) Mariano 57’ | Marcatori | 45’ (rig.), 81’ (rig.) Zobbio |

### Coppa Italia Semiprofessionisti

#### Fase a gironi
| Arbitro: | Falsetti (Roma) |

|  |           |             |
|  | Marcatori | 72’ Cannata |

| Arbitro: | Scurti (Pescara) |

|                |           |  |
| Bicchierai 57’ | Marcatori |  |

| Arbitro: | Gamberini (Monza) |

|                         |           |                 |
| Ziviani 42’ Cannata 58’ | Marcatori | 38’, 60’ Ciulli |

| Arbitro: | Sarti (Modena) |

|              |           |  |
| Ferranti 55’ | Marcatori |  |

## Statistiche

### Statistiche di squadra
| Competizione                    | Punti | In casa | In casa | In casa | In casa | In casa | In casa | In trasferta | In trasferta | In trasferta | In trasferta | In trasferta | In trasferta | Totale | Totale | Totale | Totale | Totale | Totale | DR |
| Competizione                    | Punti | G       | V       | N       | P       | Gf      | Gs      | G            | V            | N            | P            | Gf           | Gs           | G      | V      | N      | P      | Gf     | Gs     | DR |
| ------------------------------- | ----- | ------- | ------- | ------- | ------- | ------- | ------- | ------------ | ------------ | ------------ | ------------ | ------------ | ------------ | ------ | ------ | ------ | ------ | ------ | ------ | -- |
| Serie C1                        | 32    | 17      | 7       | 8       | 2       | 22      | 12      | 17           | 1            | 8            | 8            | 8            | 17           | 34     | 8      | 16     | 10     | 30     | 29     | +1 |
| Coppa Italia Semiprofessionisti |       | 2       | 1       | 0       | 1       | 1       | 1       | 2            | 0            | 1            | 1            | 2            | 3            | 4      | 1      | 1      | 2      | 3      | 4      | -1 |
| Totale                          |       | 19      | 8       | 8       | 3       | 23      | 13      | 19           | 1            | 9            | 9            | 10           | 20           | 38     | 9      | 17     | 12     | 33     | 33     | 0  |